# Mail-Süd
Mail-Süd ist eine Ortschaft in der Gemeinde St. Georgen am Längsee im Bezirk Sankt Veit an der Glan in Kärnten (Österreich). Die Ortschaft hat 18 Einwohner (Stand 1. Jänner 2024). Sie liegt auf dem Gebiet der Katastralgemeinde St. Georgen am Längsee.

## Lage
Die Ortschaft, die ein paar Einfamilienhäuser und einige Gewerbebetriebe umfasst, liegt im Sankt Veiter Hügelland mitten im Bezirk Sankt Veit an der Glan, am nordwestlichen Rand der Gemeinde Sankt Georgen am Längsee, an einem Begleitweg südöstlich der Friesacher Straße.  

## Geschichte
Es handelt sich bei Mail-Süd um einen jungen Ort. Erst 1890 taucht der Ortsname Mail im Special-Orts-Repertorium von Kärnten auf. Damit wurde damals noch ein zur Ortschaft Siebenaich gehörender Ortschaftsbestandteil bezeichnet, der knapp südwestlich der heutigen Ortschaft Mail-Süd lag. Auf dem Gebiet der heutigen Ortschaft gab es Mitte des 20. Jahrhunderts nur ein Haus, das damals noch in der zur seinerzeitigen Gemeinde Meiselding gehörenden Katastralgemeinde Dielach lag, ohne in den amtlichen Ortschaftsverzeichnissen eigens benannt zu werden.
Nach dem Bau der Friesacher Straße wurde im Zuge der Kärntner Gemeindestrukturreform 1972 der Bereich der heutigen Ortschaft Mail-Süd an die Gemeinde Sankt Georgen am Längsee angeschlossen; dabei wurden auch die Katastralgemeindegrenzen geändert, sodass der Bereich der heutigen Ortschaft Mail-Süd seither auf dem Gebiet der Katastralgemeinde St. Georgen am Längsee liegt. Seitdem auf der anderen Seite der Friesacher Straße, im Gemeindegebiet von Mölbling, einige Häuser gebaut wurden, unterscheidet man zwischen Mail (Gemeinde Mölbling) nördlich der Friesacher Straße und Mail-Süd (Gemeinde Sankt Georgen am Längsee) südlich der Friesacher Straße. Hingegen werden die südwestlich anschließenden, 1890 und in den folgenden Jahrzehnten noch als Mail bezeichneten Häuser der Ortschaft Siebenaich heute offiziell nicht als Mail oder Mail-Süd bezeichnet.

## Bevölkerungsentwicklung
Für die Ortschaft zählte man folgende Einwohnerzahlen:
- 2001: 6 Gebäude (davon 5 mit Hauptwohnsitz) mit 8 Wohnungen; 19 Einwohner und 0 Nebenwohnsitzfälle; 8 Haushalte; 5 Arbeitsstätten, 0 land- und forstwirtschaftliche Betriebe[2]
- 2011: 8 Gebäude, 15 Einwohner, 7 Haushalte, 4 Arbeitsstätten[3]
- 2021: 7 Gebäude, 21 Einwohner, 8 Haushalte, 3 Arbeitsstätten[4]

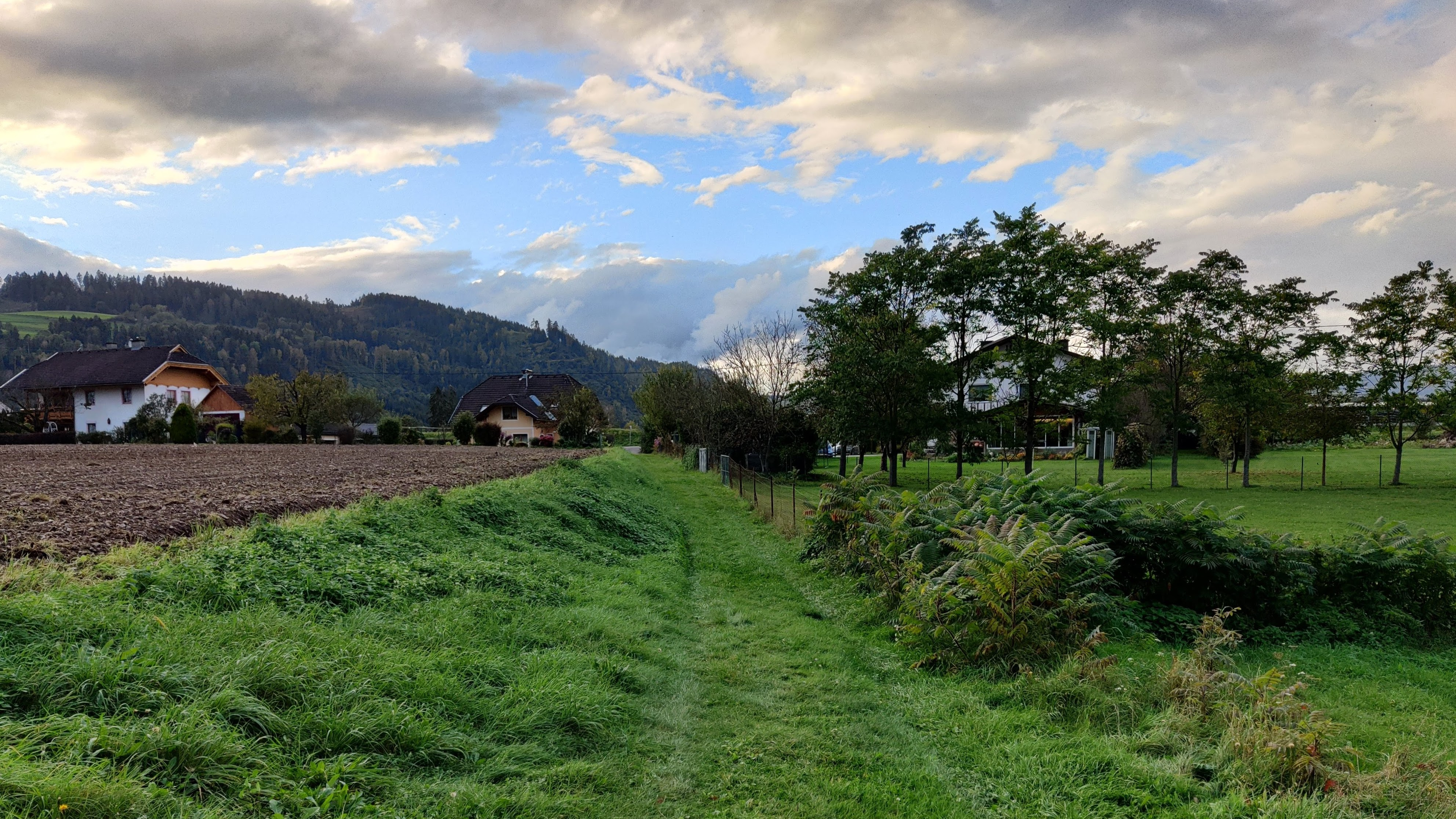
Grenze zwischen den Ortschaften Mail-Süd (rechts) und Siebenaich (links)
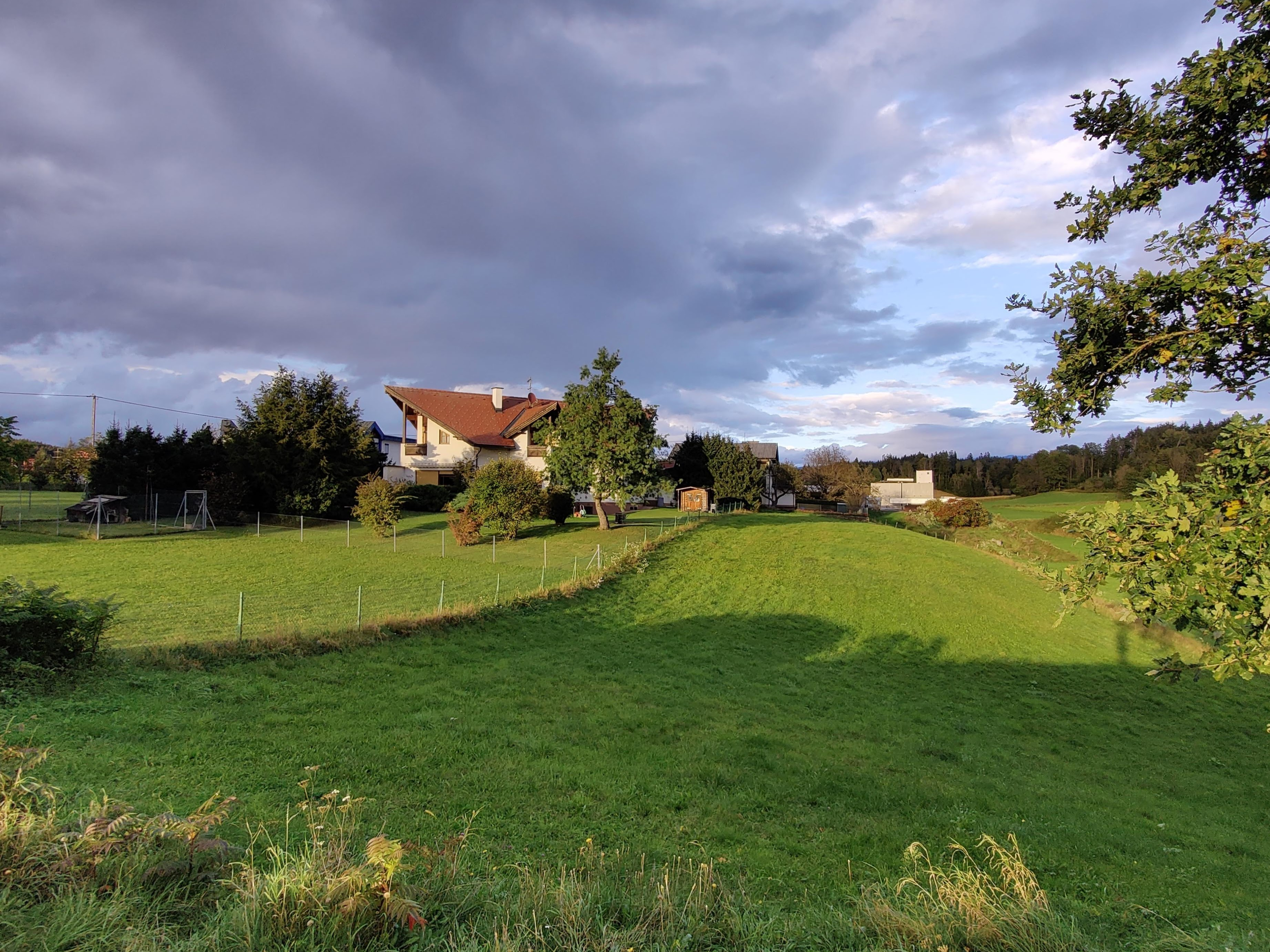
Mail-Süd, Häuser Nr. 8 und 7